# Каледонија (Њујорк)
Каледонија (енгл. Caledonia) град је у америчкој савезној држави Њујорк.

## Демографија
По попису из 2010. године број становника је 2.201, што је 126 (-5,4%) становника мање него 2000. године.
| Група             | 2000.         | 2010.         |
| Белци             | 2.164 (93,0%) | 2.048 (93,0%) |
| Афроамериканци    | 92 (4,0%)     | 74 (3,4%)     |
| Азијати           | 16 (0,7%)     | 15 (0,7%)     |
| Хиспаноамериканци | 22 (0,9%)     | 31 (1,4%)     |
| Укупно            | 2.327         | 2.201         |